# 케이라스의 황금
"케이라스의 황금"은 1971년에 개봉한 대한민국의 영화이다.

## 캐스팅
- 남궁원
- 이예춘
- 최지희
- 이낙훈
- 최성
- 쟌 도로
- 잭 웨스트우드
- 롤푸 예스써
- 라이나 게스만